# Asia Rugby U19
El Asia Rugby U19 es la principal competencia juvenil del deporte para jugadores de hasta 19 años (M19).

## Reseña
Se trata de un torneo anual en el que participan 4 selecciones de federaciones afiliadas a Asia Rugby. Salvo en el 2017 se disputa en el sistema de todos contra todos a una sola ronda en una ciudad elegida como sede.
La selección vencedora clasifica al Trofeo Mundial del siguiente año, y además, junto a las ubicadas en la 2ª y 3ª posición tienen asegurada la participación en el siguiente torneo asiático.

## Últimos campeonatos
| Edición | Sede              | Campeón                            | 2º puesto                          | 3º puesto                          | 4º puesto                          |
| ------- | ----------------- | ---------------------------------- | ---------------------------------- | ---------------------------------- | ---------------------------------- |
| 2010    | Bangkok           | Japón                              | Hong Kong                          | Sri Lanka                          | Tailandia                          |
| 2011    | Hong Kong         | Japón                              | Hong Kong                          | Tailandia                          | Sri Lanka                          |
| 2012    | Hong Kong         | Japón                              | Corea del Sur                      | Hong Kong                          | Tailandia                          |
| 2013    | Kaohsiung         | Japón                              | Hong Kong                          | Corea del Sur                      | China Taipéi                       |
| 2014    | Colombo           | Hong Kong                          | Sri Lanka                          | China Taipéi                       | Corea del Sur                      |
| 2015    | Singapur          | Hong Kong                          | Sri Lanka                          | China Taipéi                       | Singapur                           |
| 2016    | Kuala Lumpur      | Hong Kong                          | China Taipéi                       | Sri Lanka                          | Malasia                            |
| 2017    | Sin sede fija     | Hong Kong                          | Sri Lanka                          |                                    |                                    |
| 2018    | Taipéi            | Hong Kong                          | Corea del Sur                      | China Taipéi                       | Sri Lanka                          |
| 2019    | Kaohsiung         | Hong Kong                          | Corea del Sur                      | China Taipéi                       | Singapur                           |
| 2020    | Bandera de Taiwán | Cancelado por pandemia de COVID-19 | Cancelado por pandemia de COVID-19 | Cancelado por pandemia de COVID-19 | Cancelado por pandemia de COVID-19 |
| 2021    | Colombo           | Cancelado por pandemia de COVID-19 | Cancelado por pandemia de COVID-19 | Cancelado por pandemia de COVID-19 | Cancelado por pandemia de COVID-19 |
| 2022    | Petaling Jaya     | Hong Kong                          | China Taipéi                       | Malasia                            |                                    |
| 2023    | Hong Kong         | Hong Kong                          | Corea del Sur                      | China Taipéi                       |                                    |
| 2024    | Taipéi            | Japón                              | Hong Kong                          | Corea del Sur                      | China Taipéi                       |

## Posiciones
- Número de veces que las selecciones ocuparon cada posición desde la edición del 2010.

| Equipo        | Campeón | 2º puesto | 3º puesto | 4º puesto |
| ------------- | ------- | --------- | --------- | --------- |
| Hong Kong     | 8       | 4         | 1         |           |
| Japón         | 5       |           |           |           |
| Corea del Sur |         | 4         | 2         | 1         |
| Sri Lanka     |         | 3         | 2         | 2         |
| China Taipéi  |         | 2         | 5         | 2         |
| Tailandia     |         |           | 1         | 2         |
| Malasia       |         |           | 1         | 1         |
| Singapur      |         |           |           | 2         |